# Queso argentino

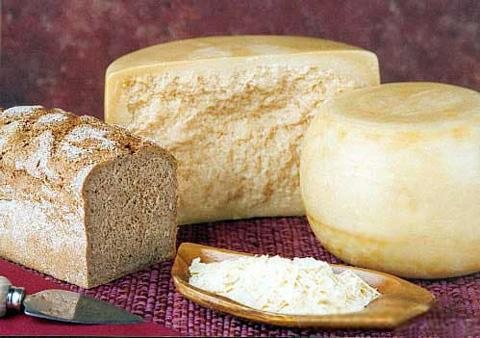
El Reggianito, un queso tipo Grana, es el queso duro más importante de Argentina. A base de quesos como el Parmesano y el Grana Padano, muestra la influencia duradera de la inmigración italiana en la cocina argentina.

El queso argentino es por lejos el producto lácteo más producido en el país, lo que convierte a Argentina en el segundo mayor productor de queso de América Latina y entre los 10 principales países productores de queso del mundo.  Además, Argentina es el país latinoamericano que más queso consume, con 12 kilos per cápita al año. La producción se centra principalmente en las provincias de Córdoba, Santa Fe y Buenos Aires, en la región pampeana del centro y centro-este del país.
En el siglo XVIII, durante la época colonial, Argentina fue la cuna de los quesos Tafí del Valle y Goya que, junto con el Chanco de Chile, constituyen los quesos más antiguos creados en la región del Cono Sur de Sudamérica. Tafí del Valle es el queso más antiguo de Argentina y tiene su origen en lo que hoy es la ciudad del mismo nombre en Tucumán, tradicionalmente atribuido a misioneros jesuitas, mientras que Goya fue creado en lo que hoy es la ciudad del mismo nombre en Corrientes. Estos quesos son uno de los pocos productos alimenticios típicos latinoamericanos con casi trescientos años de historia, junto con el tequila de México, el pisco de Perú y Chile, y la chicha, entre otros.
La cultura quesera argentina moderna surgió como resultado de la gran ola de inmigración europea que tuvo lugar a fines del siglo XIX y principios del XX, que convirtió a Buenos Aires en un "crisol de culturas" y una gran ciudad cosmopolita, al tiempo que cambió radicalmente las costumbres tanto de la clase trabajadora como de la alta. Estos inmigrantes, especialmente los de Italia, introdujeron las tecnologías de elaboración de queso de sus países de origen e intentaron recrear sus quesos. Los quesos populares de origen argentino incluyen Reggianito, Sardo, Cremoso, Provoleta y Pategrás.

## Producción
La industria láctea argentina está altamente desarrollada y se encuentra entre las más modernas de América Latina.  El queso es por lejos el producto lácteo más producido en el país, representando aproximadamente el 45% de la producción nacional de leche, convirtiendo al país en uno de los 10 principales países productores de queso del mundo y el segundo en América Latina después de Brasil. Más de la mitad de la producción total de quesos del país corresponde a quesos blandos (siendo el Cremoso el más consumido en el país), seguido de los quesos semiduros (30%) y los quesos duros (15%).
La producción lechera se centra principalmente en la región pampeana del centro y centro-este de Argentina, la región del país más influenciada por la gran ola de inmigración europea de finales del siglo XIX y principios del XX.  Las provincias con mayor producción de queso son Córdoba, Santa Fe y Buenos Aires,  y en menor medida La Pampa, Entre Ríos y San Luis.
Debido a la amplia gama de quesos de alta calidad que se producen en Argentina, las importaciones de quesos son muy bajas —entre 2.000 y 8.000 millones de toneladas— y provienen principalmente de Brasil y Uruguay.  El país al que más queso se exporta es Brasil, que representa el 43% del total de las exportaciones en 2011, seguido de Venezuela, Rusia, México, Chile y Corea del Sur.
Argentina es también el país latinoamericano que más queso consume, con 12 kilos per cápita al año. Como resultado del aumento del consumo, la producción de queso en el país creció significativamente en la década de 2000, pasando de 430.955 toneladas en 2001 a 508.000 toneladas en 2009.  Durante este período, el consumo de queso pasó del 8,3 kg per cápita en 2003 a 12,4 kg per cápita en 2012.

## Quesos argentinos

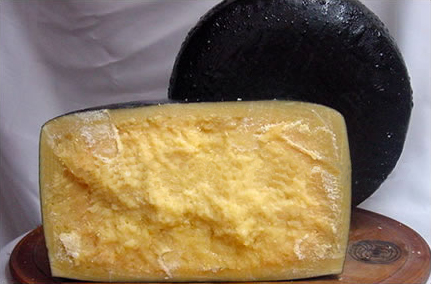
Creado durante la época colonial, Goya es uno de los quesos más antiguos originarios de la región del Cono Sur de América del Sur.

- Goya — Uno de los quesos más antiguos de Argentina,[10] fue creado por Gregoria Morales a fines del siglo XVIII en la provincia de Corrientes.[6] El apodo de Morales era Goya, por lo que el queso comenzó a llamarse con ese nombre, así como el pueblo donde estaba radicada, a 200km de la ciudad de Corrientes.[6] En 1840, Goya era tan popular que era el queso más vendido en la ciudad de Buenos Aires.[6] El queso es considerado hoy un clásico de la cultura argentina.[6][5]
- Reggianito — Un popular queso tipo Grana que se elabora con leche de vaca y se produce principalmente en las provincias de La Pampa, Buenos Aires, Santa Fe, Córdoba y San Luis.  El Reggianito tiene su base en quesos duros italianos como el Parmigiano Reggiano y el Grana Padano, ya que es el resultado de la adaptación de la tecnología de elaboración del queso introducida por los inmigrantes italianos.[1] De hecho, su nombre es un diminutivo de Reggiano, ya que se produce en ruedas mucho más pequeñas y solo se añeja durante 5-6 meses.[2] Se ha atribuido al Reggianito una de las razones por las que el Parmigiano Reggiano recibió la Denominación de Origen Protegida, ya que "los queseros italianos temían que se convirtiera en una seria amenaza para su mercado de exportación".[2] El Reggianito es considerado el queso duro más importante de Argentina, ya que es el más exportado y el más consumido en el país.[1]

### Quesos semiduros

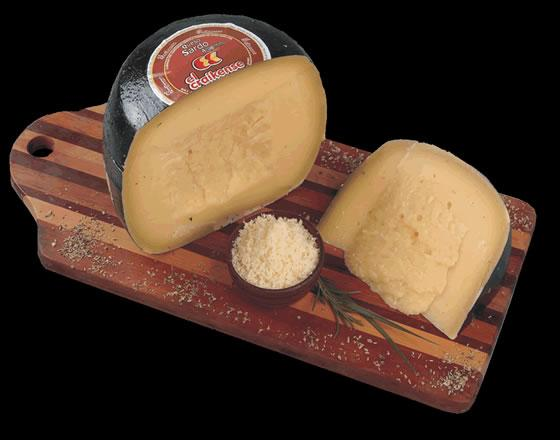
Otro queso de herencia italiana, el Sardo se basa en el Pecorino Romano. Dependiendo de su maduración, el Sardo puede clasificarse como queso semiduro, o como queso duro.

- Chubut — Nombrado así por la provincia patagónica de Chubut, donde fue creado por inmigrantes galeses a mediados del siglo XIX, siguiendo técnicas tradicionales de elaboración casera de queso heredadas de sus antepasados.[12] La popularidad de este queso se expandió gracias a la empresa Magnasco, que registró el queso Chubut en 1900 y comenzó a producirlo en la ciudad de Río Cuarto, Córdoba.[12] Este producto luego se apartó de la fórmula original y comenzó a conocerse como queso Río Cuarto.[12] El queso Chubut ha sido históricamente popular como acompañamiento del dulce de membrillo, una combinación conocida como queso y dulce o vigilante, un postre típico de la cocina argentina.[12][13]

- Mar del Plata — Conocido como Mar del Plata por haber sido creado en la ciudad costera homónima, anteriormente se llamaba Holanda, tanto por sus similitudes con el queso Gouda como por la raza bovina que produce la leche con la que se elabora, la Holando-Argentino.[14] El Mar del Plata es un queso semigraso hecho con leche parcialmente descremada y madurado entre 4 y 12 meses.[3] Tiene un color amarillento claro y ojos bien distribuidos, y su corteza está parafinada naturalmente o pintada con color rojo o amarillo.[3] Por este motivo, el queso Holanda también se conoce como Cáscara Colorada.[15] Algunas fuentes consideran que Mar del Plata es otro nombre del queso semiduro local Pategrás.[8][15] Está emparentado con el queso Edam, que fue adaptado por inmigrantes europeos.[15]

- Pategrás — El queso semiduro más popular producido en Argentina.[16] Se elabora con leche de vaca pasteurizada y presenta un color blanco-amarillento uniforme, con una textura firme y compacta y una consistencia elástica.[16] El Pategrás tiene un sabor dulce característico y un aroma limpio y bien desarrollado.[16] La corteza del queso es lisa y cerrada, generalmente recubierta con una capa de parafina natural o una emulsión plástica roja o amarilla.[16] Existe una variedad conocida como "pategrás sándwich" o "queso barra", de textura más elástica y sin ojos, pensada para ser cortada en rebanadas finas.[16]

- Provoleta — Variante local del Provolone, tradicionalmente asada a la parrilla y servida como entrada en los asados argentinos.[2] Fue creada por el inmigrante italiano Natalio Alba en los años 40, buscando un queso que pudiera cocinarse como parte del típico asado argentino.[17] La provoleta fue incorporada al Código Alimentario en 1955 bajo el nombre de Queso Provolone Hilado Argentino.[17]

- Sardo — Queso blanco amarillento similar al Pecorino Romano, aunque este último se elabora con leche de oveja, mientras que el Sardo se hace con leche de vaca.[3] En su juventud, el Sardo es un queso semiduro con un sabor suave, dulce y aromático; al madurar, se vuelve más duro y con un sabor más intenso.[3] De hecho, también puede considerarse un queso duro.[11][18][19]

- Tafí del Valle — El queso de Tafí del Valle, Tucumán, es el queso de origen argentino más antiguo, creado en el siglo XVIII y tradicionalmente atribuido a los misioneros jesuitas.[5]

### Quesos blandos

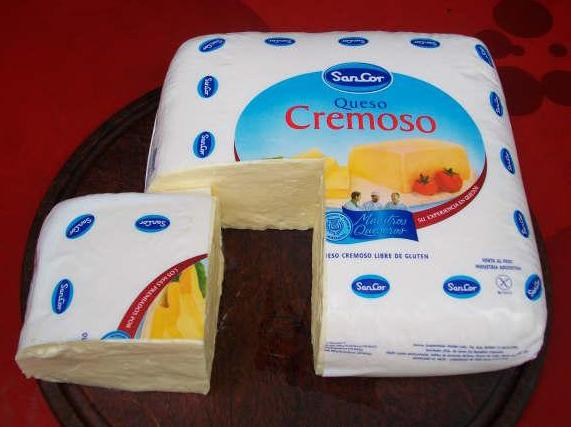
Cremoso, el queso más popular de Argentina.

- Cremoso — También conocido como queso mantecoso y queso fresco,[8] El queso Cremoso está definido por el Código Alimentario Argentino como un "producto de alto y muy alto contenido de humedad, elaborado a partir de leche entera o leche estandarizada, con o sin agregado de crema, acidificado por cultivo de bacterias lácticas y coagulado por cuajo y/o enzimas específicas".[21] El Cremoso es un queso blanco-amarillento, de sabor dulce y ligeramente ácido.[21] Su pasta es blanda y algo elástica y su maduración oscila entre 20 y 30 días.[21] El cremoso se deriva de los quesos de Italia y Suiza.[9] Como su nombre lo indica, Cremoso varía entre una textura algo elástica y una consistencia cremosa y pegajosa.[9] Es el queso más popular en Argentina, ya que es apreciado por su alta fundencia.[8][20]</ref>
- Cuartirolo: Definido por el Código Alimentario Argentino como un "producto de alta y muy alta humedad, elaborado a partir de leche entera o leche estandarizada, acidificado mediante cultivo de bacterias lácticas y coagulado mediante cuajo y/o enzimas específicas".[21] Algunos autores consideran que Cuartirolo es otro nombre para el queso Cremoso,[20] y el libro Global Cheesemaking Technology de 2017, editado por Photis Papademas y Thomas Bintsis, señala que: "Si bien algunas fuentes en la literatura y la legislación argentina distinguen entre Cremoso y Cuartirolo, son prácticamente lo mismo".
- Quesillo — Queso artesanal elaborado en el Noroeste argentino, principalmente en las provincias de Catamarca y Tucumán, pero también en Santiago del Estero, Salta y Jujuy.[22] Se define como un «producto fresco obtenido por hilatura de una pasta acidificada» y un «producto intermedio obtenido por coagulación de la leche mediante cuajo y complementado o no por la acción de bacterias lácticas específicas».[22] El origen del Quesillo se remonta a la actividad lechera desarrollada por los pobladores originarios de la región, siendo un producto tradicional elaborado principalmente por mujeres con recetas transmitidas de generación en generación.[22] En 2017, tras una iniciativa apoyada por los gobiernos de Tucumán, Salta y Catamarca, el Quesillo fue incorporado oficialmente al Código Alimentario Argentino, lo que habilita a que el queso pueda ser producido y distribuido fuera de la informalidad que lo caracterizaba hasta entonces.[22][23]